# Pierre Mac Orlan
Pierre Mac Orlan, pseudonimo di Pierre Dumarchais (Péronne, 26 febbraio 1882 – Saint-Cyr-sur-Morin, 27 giugno 1970), è stato un artista e scrittore francese.
In vita sua fu bohémien, scrittore, soldato, pittore e reporter.
Fu creatore di un'opera imponente, dotata di notevole omogeneità nonostante la diversità delle forme artistiche; dal romanzo alla canzone, dal saggio alla poesia. Il concetto chiave su cui è imperniata la sua opera è il cosiddetto fantastico sociale.
Fu membro del "Collegio di patafisica" e dell'Académie Goncourt e scrisse centotrenta libri e sessantacinque canzoni.

## Opere
- Les Pattes en l'air, Société d'éditions littéraires et artistiques, Librairie Ollendorff, Paris, 1911
- La Maison du retour écœurant, Bibliothèque humoristique, Paris, 1912
- Le Rire jaune, Albert Méricant, Paris, 1913
- Les Contes de la pipe en terre, L'édition moderne, Librairie Ambert, Paris, 1914
- Les Bourreurs de crâne, La Renaissance du livre, Paris, 1917
- U-713 ou les Gentilshommes d'infortune, Société littéraire de France, Paris, 1917
- Le Chant de l'équipage, L'Édition française illustrée, Paris, 1918
- Bob bataillonnaire, Albin Michel, Paris, 1919 (ristampato con il titolo Le Bataillonnaire nel 1931)
- La Clique du Café Brebis, histoire d'un centre de rééducation intellectuelle, La Renaissance du livre, Paris, 1919
- Chronique des jours désespérés, Émile-Paul frères, Paris, 1919
- Le Nègre Léonard et maître Jean Mullin, Éditions de la Banderole, Paris (tirage limité), Paris, 1920 / Gallimard, Paris, 1920
- À bord de L'Étoile Matutine, Georges Crès, Paris, 1920
- La Bête conquérante, L'Édition française illustrée, Paris, 1920
- La Cavalière Elsa, Gallimard, Paris, 1921
- Malice, Georges Crès, Paris, 1923
- La Vénus internationale, Gallimard, 1923
- À l'hôpital Marie-Madeleine, Le Sagittaire, Paris, 1924
- Marguerite de la nuit, Émile-Paul frères, Paris, 1925
- Les Clients du Bon Chien jaune, Les Arts et le livre, Paris, 1926
- Sous la lumière froide, Émile-Paul, Paris, 1926
- Le Quai des brumes (Il porto delle nebbie), Gallimard, Paris, 1927; trad. di Cristina Földes, Milano: Adelphi, 2012 ISBN 978-88-459-2670-9
- Dinah Miami, Éditions Larousse, Paris, 1928
- Les Vrais Mémoires de Fanny Hill, Éditions M.P. Trémois, Paris, Paris, 1929 (edizione definitiva con il titolo Les dés pipés ou Les aventures de Miss Fanny Hill del 1952)
- La Tradition de minuit, Émile-Paul frères, Paris, 1930
- La Bandera, Gallimard, Paris, 1931
- Quartier réservé, Gallimard, Paris, 1932
- La Croix, l'ancre et la grenade, Devambez, Paris, 1932
- Filles d'amour et Ports d'Europe, Éditions de France, Paris, 1932
- La Nuit de Zeebrugge, Librairie des Champs-Élysées, coll. Le Masque, Paris, 1934 (ripubblicato con il titolo Le Bal du Pont du Nord nel 1946)
- Le Tueur n°2, Librairie des Champs-Élysées, coll. Police-Sélection, Paris, 1935
- Le Camp Domineau, Gallimard, Paris, 1937
- Le Carrefour des trois couteaux, Librairie des Champs-Élysées, coll. Le Masque, Paris, 1940
- L'Ancre de miséricorde, Émile-Paul frères, Paris, 1941
- Picardie, Émile-Paul, Paris, 1943
- Piccolo manuale del perfetto avventuriero, Adelphi, 2006 ISBN 978-88-459-2220-6